# Giro d'Italia 2021
104. ročník etapového cyklistického závodu Giro d'Italia se konal mezi 8. a 30. květnem 2021 v Itálii, Slovinsku a Švýcarsku. Celkovým vítězem se stal Kolumbijec Egan Bernal z týmu Ineos Grenadiers a stal se tak teprve druhým kolumbijským vítězem Gira d'Italia po Nairu Quintanovi v roce 2014. Na druhém a třetím místě se umístili Ital Damiano Caruso (Team Bahrain Victorious) a Brit Simon Yates (Team BikeExchange).
Vítězem bodovací soutěže se stal Peter Sagan z týmu Bora–Hansgrohe. Sagan získal fialový trikot pro lídra této klasifikace po 10. etapě, kterou vyhrál, a své vedení si udržel až do cíle. Geoffrey Bouchard (AG2R Citroën Team) vyhrál vrchařskou soutěž díky sbírání bodů z úniků a stal se tak prvním francouzským vítězem této soutěže na Giru od roku 1984, kdy si trikot pro nejlepšího vrchaře oblékl Laurent Fignon. Zároveň také získal své druhé kariérní prvenství ve vrchařských soutěžích na Grand Tours, vzhledem k tomu, že tuto klasifikaci opanoval na Vueltě a España 2019. Egan Bernal díky svému celkovému vítězství získal také bílý trikot pro nejlepšího mladého jezdce, určeného pro nejvýše postaveného závodníka v celkovém pořadí, kterému je méně než 25 let, a se svým týmem Ineos Grenadiers získal také triumf v soutěži týmů. Dries De Bondt (Alpecin–Fenix) vyhrál sprinterskou soutěž a soutěž bojovnosti, zatímco Simon Pellaud (Androni Giocattoli–Sidermec) získal vítězství v únikové soutěži díky 783 kilometrech, které odjel v únicích. Team Bahrain Victorious pak vyhrál soutěž Fair Play.

## Týmy
Na Giro d'Italia 2021 bylo pozváno celkem 23 týmů. Všech 19 UCI WorldTeamů je povinno se zúčastnit závodu, a budou doplněny čtyřmi UCI ProTeamy. Alpecin–Fenix, nejlepší UCI ProTeam za rok 2020, dostal automatickou pozvánku, zatímco další tři týmy byly vybrány RCS Sport, organizátorem Gira. Bardiani–CSF–Faizanè pokračuje ve své sérii pozvánek na závod, zato tým Eolo–Kometa bude debutovat na Grand Tour. Tým Vini Zabù byl původním držitelem čtvrté divoké karty, ale tým se rozhodl v polovině dubna rozhodl nezúčastnit se závodu po pozitivním testu na EPO Mattea De Bonise, jednoho z jezdců týmu. Organizátoři nakonec udělili volnou divokou kartu týmu Androni Giocattoli–Sidermec, jenž se závodu původně neměl zúčastnilt.
Týmy, které se účastní závodu, jsou:
UCI WorldTeamy
- AG2R Citroën Team
- Astana–Premier Tech
- Bora–Hansgrohe
- Cofidis
- Deceuninck–Quick-Step
- EF Education–Nippo
- Groupama–FDJ
- Ineos Grenadiers
- Intermarché–Wanty–Gobert Matériaux
- Israel Start-Up Nation
- Lotto–Soudal
- Movistar Team
- Team Bahrain Victorious
- Team BikeExchange
- Team DSM
- Team Jumbo–Visma
- Team Qhubeka Assos
- Trek–Segafredo
- UAE Team Emirates

UCI ProTeamy
- Alpecin–Fenix
- Androni Giocattoli–Sidermec
- Bardiani–CSF–Faizanè
- Eolo–Kometa

## Trasa a etapy
26. května 2019 organizátoři Gira RCS Sport oznámili, že začátek závodu (známý jako Grande Partenza) bude na Sicílii. Nicméně organizátoři Gira oznámili 4. února 2021, že Giro d'Italia 2021 začne v Turíně. Kompletní trasa, sestávající ze 21 etap, dlouhá 3479,9 km a s převýšením kolem 47000 m byla odhalena 24. února 2021. Závod začal a skončil individuálními časovkami v Turínu a Milánu. 6 etap mělo vrcholový finiš, z nichž byla první 6. etapa končící na Ascoli Piceno. Vrcholový finiš byl na známé Monte Zoncolan během 14. etapy a také během 3 z posledních 5 etap. Ačkoliv 16. etapa do Cortiny d'Ampezzo nezahrnovala vrcholový finiš, byla organizátory označena jako královská etapa, protože jezdci budou muset překonat trasu s převýšením okolo 5700 m a v rámci etapy bude také Cima Coppi, nejvyšší bod trasy, a to Passo Pordoi. Trasa také zahrnovala 6 etap pro sprintery a 2 dny odpočinku, které byly po 10. a 16. etapě.
| Etapa         | Datum         | Trasa                                             | Vzdálenost | Typ       | Typ                  | Vítěz                    |           |
| ------------- | ------------- | ------------------------------------------------- | ---------- | --------- | -------------------- | ------------------------ | --------- |
| 1             | 8. května     | Turín - Turín                                     | 8,6 km     |           | Individuální časovka | Filippo Ganna (ITA)      |           |
| 2             | 9. května     | Stupinigi (Nichelino) - Novara                    | 179 km     |           | Rovinatá etapa       | Tim Merlier (BEL)        |           |
| 3             | 10. května    | Biella - Canale                                   | 190 km     |           | Kopcovitá etapa      | Taco van der Hoorn (NED) |           |
| 4             | 11. května    | Piacenza - Sestola                                | 187 km     |           | Středně těžká etapa  | Joe Dombrowski (USA)     |           |
| 5             | 12. května    | Modena - Cattolica                                | 177 km     |           | Rovinatá etapa       | Caleb Ewan (AUS)         |           |
| 6             | 13. května    | Grotte di Frasassi - Ascoli Piceno (San Giacomo)  | 160 km     |           | Středně těžká etapa  | Gino Mäder (SUI)         |           |
| 7             | 14. května    | Notaresco - Termoli                               | 181 km     |           | Rovinatá etapa       | Caleb Ewan (AUS)         |           |
| 8             | 15. května    | Foggia - Guardia Sanframondi                      | 170 km     |           | Středně těžká etapa  | Victor Lafay (FRA)       |           |
| 9             | 16. května    | Castel di Sangro - Campo Felice (Rocca di Cambio) | 158 km     |           | Horská etapa         | Egan Bernal (COL)        |           |
| 10            | 17. května    | L'Aquila - Foligno                                | 139 km     |           | Rovinatá etapa       | Peter Sagan (SVK)        |           |
|               | 18. května    |                                                   |            |           | Den odpočinku        | Den odpočinku            |           |
| 11            | 19. května    | Perugia - Montalcino                              | 162 km     |           | Kopcovitá etapa      | Mauro Schmid (SUI)       |           |
| 12            | 20. května    | Siena - Bagno di Romagna                          | 212 km     |           | Středně těžká etapa  | Andrea Vendrame (ITA)    |           |
| 13            | 21. května    | Ravenna - Verona                                  | 198 km     |           | Rovinatá etapa       | Giacomo Nizzolo (ITA)    |           |
| 14            | 22. května    | Cittadella - Monte Zoncolan                       | 205 km     |           | Horská etapa         | Lorenzo Fortunato (ITA)  |           |
| 15            | 23. května    | Grado - Gorizia                                   | 147 km     |           | Kopcovitá etapa      | Victor Campenaerts (BEL) |           |
| 16            | 24. května    | Sacile - Cortina d'Ampezzo                        | 153 km     |           | Horská etapa         | Egan Bernal (COL)        |           |
|               | 25. května    |                                                   |            |           | Den odpočinku        | Den odpočinku            |           |
| 17            | 26. května    | Canazei - Sega di Ala                             | 193 km     |           | Horská etapa         | Dan Martin (IRL)         |           |
| 18            | 27. května    | Rovereto - Stradella                              | 231 km     |           | Rovinatá etapa       | Alberto Bettiol (ITA)    |           |
| 19            | 28. května    | Abbiategrasso - Alpe di Mera (Valsesia)           | 166 km     |           | Horská etapa         | Simon Yates (GBR)        |           |
| 20            | 29. května    | Verbania - Valle Spluga (Alpe Motta)              | 164 km     |           | Horská etapa         | Damiano Caruso (ITA)     |           |
| 21            | 30. května    | Senago - Milán                                    | 30,3 km    |           | Individuální časovka | Filippo Ganna (ITA)      |           |
| Celková délka | Celková délka | Celková délka                                     | 3410,9 km  | 3410,9 km | 3410,9 km            | 3410,9 km                | 3410,9 km |

## Průběžné pořadí
| Etapa          | Vítěz              | Celkové pořadí       | Bodovací soutěž | Vrchařská soutěž  | Soutěž mladých jezdců | Soutěž týmů             | Sprinterská soutěž | Soutěž bojovnosti    | Úniková soutěž    | Soutěž Fair play        |
| -------------- | ------------------ | -------------------- | --------------- | ----------------- | --------------------- | ----------------------- | ------------------ | -------------------- | ----------------- | ----------------------- |
| 1              | Filippo Ganna      | Filippo Ganna        | Filippo Ganna   | neuděleno         | Filippo Ganna         | Team Jumbo–Visma        | neuděleno          | Filippo Ganna        | neuděleno         | Ineos Grenadiers        |
| 2              | Tim Merlier        | Filippo Ganna        | Tim Merlier     | Vincenzo Albanese | Filippo Ganna         | Team Jumbo–Visma        | Filippo Ganna      | Filippo Ganna        | Filippo Tagliani  | Ineos Grenadiers        |
| 3              | Taco van der Hoorn | Filippo Ganna        | Tim Merlier     | Vincenzo Albanese | Filippo Ganna         | Team Jumbo–Visma        | Simon Pellaud      | Filippo Ganna        | Vincenzo Albanese | Ineos Grenadiers        |
| 4              | Joe Dombrowski     | Alessandro De Marchi | Tim Merlier     | Joe Dombrowski    | Attila Valter         | Team Bahrain Victorious | Simon Pellaud      | Alessandro De Marchi | Vincenzo Albanese | Israel Start-Up Nation  |
| 5              | Caleb Ewan         | Alessandro De Marchi | Giacomo Nizzolo | Joe Dombrowski    | Attila Valter         | Team Bahrain Victorious | Filippo Tagliani   | Simon Pellaud        | Vincenzo Albanese | Israel Start-Up Nation  |
| 6              | Gino Mäder         | Attila Valter        | Giacomo Nizzolo | Gino Mäder        | Attila Valter         | Team Bahrain Victorious | Filippo Tagliani   | Gino Mäder           | Vincenzo Albanese | Groupama–FDJ            |
| 7              | Caleb Ewan         | Attila Valter        | Caleb Ewan      | Gino Mäder        | Attila Valter         | Team Bahrain Victorious | Simon Pellaud      | Simon Pellaud        | Simon Pellaud     | Groupama–FDJ            |
| 8              | Victor Lafay       | Attila Valter        | Tim Merlier     | Gino Mäder        | Attila Valter         | Ineos Grenadiers        | Simon Pellaud      | Simon Pellaud        | Simon Pellaud     | Groupama–FDJ            |
| 9              | Egan Bernal        | Egan Bernal          | Tim Merlier     | Geoffrey Bouchard | Egan Bernal           | Ineos Grenadiers        | Simon Pellaud      | Simon Pellaud        | Simon Pellaud     | Trek–Segafredo          |
| 10             | Peter Sagan        | Egan Bernal          | Peter Sagan     | Geoffrey Bouchard | Egan Bernal           | Ineos Grenadiers        | Simon Pellaud      | Simon Pellaud        | Simon Pellaud     | Trek–Segafredo          |
| 11             | Mauro Schmid       | Egan Bernal          | Peter Sagan     | Geoffrey Bouchard | Egan Bernal           | Ineos Grenadiers        | Simon Pellaud      | Simon Pellaud        | Simon Pellaud     | Team Bahrain Victorious |
| 12             | Andrea Vendrame    | Egan Bernal          | Peter Sagan     | Geoffrey Bouchard | Egan Bernal           | Ineos Grenadiers        | Simon Pellaud      | Dries De Bondt       | Simon Pellaud     | Team Bahrain Victorious |
| 13             | Giacomo Nizzolo    | Egan Bernal          | Peter Sagan     | Geoffrey Bouchard | Egan Bernal           | Ineos Grenadiers        | Umberto Marengo    | Simon Pellaud        | Simon Pellaud     | Team Bahrain Victorious |
| 14             | Lorenzo Fortunato  | Egan Bernal          | Peter Sagan     | Geoffrey Bouchard | Egan Bernal           | Ineos Grenadiers        | Umberto Marengo    | Simon Pellaud        | Simon Pellaud     | Team Bahrain Victorious |
| 15             | Victor Campenaerts | Egan Bernal          | Peter Sagan     | Geoffrey Bouchard | Egan Bernal           | Trek–Segafredo          | Umberto Marengo    | Dries De Bondt       | Simon Pellaud     | Team Bahrain Victorious |
| 16             | Egan Bernal        | Egan Bernal          | Peter Sagan     | Geoffrey Bouchard | Egan Bernal           | Trek–Segafredo          | Umberto Marengo    | Dries De Bondt       | Simon Pellaud     | Team Bahrain Victorious |
| 17             | Dan Martin         | Egan Bernal          | Peter Sagan     | Geoffrey Bouchard | Egan Bernal           | Ineos Grenadiers        | Dries De Bondt     | Dries De Bondt       | Simon Pellaud     | Team Bahrain Victorious |
| 18             | Alberto Bettiol    | Egan Bernal          | Peter Sagan     | Geoffrey Bouchard | Egan Bernal           | Team DSM                | Dries De Bondt     | Dries De Bondt       | Simon Pellaud     | Team Bahrain Victorious |
| 19             | Simon Yates        | Egan Bernal          | Peter Sagan     | Geoffrey Bouchard | Egan Bernal           | Ineos Grenadiers        | Dries De Bondt     | Dries De Bondt       | Simon Pellaud     | Team Bahrain Victorious |
| 20             | Damiano Caruso     | Egan Bernal          | Peter Sagan     | Geoffrey Bouchard | Egan Bernal           | Ineos Grenadiers        | Dries De Bondt     | Dries De Bondt       | Simon Pellaud     | Team Bahrain Victorious |
| 21             | Filippo Ganna      | Egan Bernal          | Peter Sagan     | Geoffrey Bouchard | Egan Bernal           | Ineos Grenadiers        | Dries De Bondt     | Dries De Bondt       | Simon Pellaud     | Team Bahrain Victorious |
| Konečné pořadí | Konečné pořadí     | Egan Bernal          | Peter Sagan     | Geoffrey Bouchard | Egan Bernal           | Ineos Grenadiers        | Dries De Bondt     | Dries De Bondt       | Simon Pellaud     | Team Bahrain Victorious |

## Konečné pořadí
| Legenda | Legenda                           | Legenda | Legenda                                 |
| ------- | --------------------------------- | ------- | --------------------------------------- |
|         | Označuje vítěze celkového pořadí. |         | Označuje vítěze vrchařské soutěže.      |
|         | Označuje vítěze bodovací soutěže  |         | Označuje vítěze soutěže mladých jezdců. |

### Celkové pořadí
| Pořadí                  | Jezdec                        | Tým                                | Čas          |
| ----------------------- | ----------------------------- | ---------------------------------- | ------------ |
| 1                       | Egan Bernal (COL)             | Ineos Grenadiers                   | 86h 17' 28"  |
| 2                       | Damiano Caruso (ITA)          | Team Bahrain Victorious            | + 1' 29"     |
| 3                       | Simon Yates (GBR)             | Team BikeExchange                  | + 4' 15"     |
| 4                       | Alexandr Vlasov (RUS)         | Astana–Premier Tech                | + 6' 40"     |
| 5                       | Daniel Felipe Martínez (COL)  | Ineos Grenadiers                   | + 7' 24"     |
| 6                       | João Almeida (POR)            | Deceuninck–Quick-Step              | + 7' 24"     |
| 7                       | Romain Bardet (FRA)           | Team DSM                           | + 8' 05"     |
| 8                       | Hugh Carthy (GBR)             | EF Education–Nippo                 | + 8' 56"     |
| 9                       | Tobias Foss (NOR)             | Team Jumbo–Visma                   | + 11' 44"    |
| 10                      | Dan Martin (IRL)              | Israel Start-Up Nation             | + 18' 35"    |
| Konečné pořadí (11–142) |                               |                                    |              |
| 11                      | George Bennett (NZL)          | Team Jumbo–Visma                   | + 25' 35"    |
| 12                      | Koen Bouwman (NED)            | Team Jumbo–Visma                   | + 30' 56"    |
| 13                      | Pello Bilbao (ESP)            | Team Bahrain Victorious            | + 37' 58"    |
| 14                      | Attila Valter (HUN)           | Groupama–FDJ                       | + 45' 30"    |
| 15                      | Davide Formolo (ITA)          | UAE Team Emirates                  | + 47' 21"    |
| 16                      | Lorenzo Fortunato (ITA)       | Eolo–Kometa                        | + 47' 31"    |
| 17                      | Diego Ulissi (ITA)            | UAE Team Emirates                  | + 56' 32"    |
| 18                      | Vincenzo Nibali (ITA)         | Trek–Segafredo                     | + 1h 03' 59" |
| 19                      | Gorka Izagirre (ESP)          | Astana–Premier Tech                | + 1h 04' 12" |
| 20                      | Louis Vervaeke (BEL)          | Alpecin–Fenix                      | + 1h 05' 19" |
| 21                      | Tanel Kangert (EST)           | Team BikeExchange                  | + 1h 07' 25" |
| 22                      | Antonio Pedrero (ESP)         | Movistar Team                      | + 1h 07' 50" |
| 23                      | Jonathan Castroviejo (ESP)    | Ineos Grenadiers                   | + 1h 18' 16" |
| 24                      | Gianni Moscon (ITA)           | Ineos Grenadiers                   | + 1h 18' 17" |
| 25                      | Mikel Nieve (ESP)             | Team BikeExchange                  | + 1h 20' 58" |
| 26                      | Jan Hirt (CZE)                | Intermarché–Wanty–Gobert Matériaux | + 1h 32' 42" |
| 27                      | Nelson Oliveira (POR)         | Movistar Team                      | + 1h 36' 27" |
| 28                      | Bauke Mollema (NED)           | Trek–Segafredo                     | + 1h 36' 47" |
| 29                      | Francesco Gavazzi (ITA)       | Eolo–Kometa                        | + 1h 40' 19" |
| 30                      | Alberto Bettiol (ITA)         | EF Education–Nippo                 | + 1h 43' 43" |
| 31                      | Michael Storer (AUS)          | Team DSM                           | + 1h 49' 05" |
| 32                      | Matteo Fabbro (ITA)           | Bora–Hansgrohe                     | + 1h 49' 23" |
| 33                      | Luis León Sánchez (ESP)       | Astana–Premier Tech                | + 1h 49' 52" |
| 34                      | Matteo Badilatti (SUI)        | Groupama–FDJ                       | + 1h 51' 47" |
| 35                      | Giovanni Carboni (ITA)        | Bardiani–CSF–Faizanè               | + 2h 00' 45" |
| 36                      | Harold Tejada (COL)           | Astana–Premier Tech                | + 2h 01' 12" |
| 37                      | Rudy Molard (FRA)             | Groupama–FDJ                       | + 2h 02' 01" |
| 38                      | Alessandro Covi (ITA)         | UAE Team Emirates                  | + 2h 03' 30" |
| 39                      | Einer Rubio (COL)             | Movistar Team                      | + 2h 03' 56" |
| 40                      | Vadim Pronskij (KAZ)          | Astana–Premier Tech                | + 2h 03' 59" |
| 41                      | Larry Warbasse (USA)          | AG2R Citroën Team                  | + 2h 05' 59" |
| 42                      | Felix Großschartner (AUT)     | Bora–Hansgrohe                     | + 2h 12' 10" |
| 43                      | Quinten Hermans (BEL)         | Intermarché–Wanty–Gobert Matériaux | + 2h 13' 57" |
| 44                      | Simone Petilli (ITA)          | Intermarché–Wanty–Gobert Matériaux | + 2h 14' 12" |
| 45                      | Chris Hamilton (AUS)          | Team DSM                           | + 2h 17' 55" |
| 46                      | Edward Ravasi (ITA)           | Eolo–Kometa                        | + 2h 18' 40" |
| 47                      | Eduardo Sepúlveda (ARG)       | Androni Giocattoli–Sidermec        | + 2h 20' 12" |
| 48                      | Patrick Bevin (NZL)           | Israel Start-Up Nation             | + 2h 21' 29" |
| 49                      | Jhonatan Narváez (ECU)        | Ineos Grenadiers                   | + 2h 21' 53" |
| 50                      | Andrea Vendrame (ITA)         | AG2R Citroën Team                  | + 2h 23' 42" |
| 51                      | Rein Taaramäe (EST)           | Intermarché–Wanty–Gobert Matériaux | + 2h 24' 46" |
| 52                      | Jacopo Mosca (ITA)            | Trek–Segafredo                     | + 2h 27' 00" |
| 53                      | James Knox (GBR)              | Deceuninck–Quick-Step              | + 2h 29' 17" |
| 54                      | Dario Cataldo (ITA)           | Movistar Team                      | + 2h 29' 24" |
| 55                      | Davide Villella (ITA)         | Movistar Team                      | + 2h 29' 51" |
| 56                      | Pieter Serry (BEL)            | Deceuninck–Quick-Step              | + 2h 30' 40" |
| 57                      | Kilian Frankiny (SUI)         | Team Qhubeka Assos                 | + 2h 34' 36" |
| 58                      | Geoffrey Bouchard (FRA)       | AG2R Citroën Team                  | + 2h 36' 35" |
| 59                      | Nicolas Roche (IRL)           | Team DSM                           | + 2h 41' 13" |
| 60                      | Tony Gallopin (FRA)           | AG2R Citroën Team                  | + 2h 46' 05" |
| 61                      | Matteo Sobrero (ITA)          | Astana–Premier Tech                | + 2h 47' 16" |
| 62                      | Nikias Arndt (GER)            | Team DSM                           | + 2h 56' 04" |
| 63                      | Amanuel Ghebreigzabhier (ERI) | Trek–Segafredo                     | + 2h 59' 03" |
| 64                      | Lars van den Berg (NED)       | Groupama–FDJ                       | + 3h 13' 49" |
| 65                      | Jimmy Janssens (BEL)          | Alpecin–Fenix                      | + 3h 15' 06" |
| 66                      | Simon Carr (GBR)              | EF Education–Nippo                 | + 3h 18' 32" |
| 67                      | Andrij Ponomar (UKR)          | Androni Giocattoli–Sidermec        | + 3h 18' 33" |
| 68                      | Rémi Cavagna (FRA)            | Deceuninck–Quick-Step              | + 3h 19' 43" |
| 69                      | Simon Pellaud (SUI)           | Androni Giocattoli–Sidermec        | + 3h 20' 10" |
| 70                      | Jan Tratnik (SLO)             | Team Bahrain Victorious            | + 3h 22' 28" |
| 71                      | Simone Ravanelli (ITA)        | Androni Giocattoli–Sidermec        | + 3h 22' 30" |
| 72                      | Andrea Pasqualon (ITA)        | Intermarché–Wanty–Gobert Matériaux | + 3h 23' 57" |
| 73                      | Filippo Zana (ITA)            | Bardiani–CSF–Faizanè               | + 3h 28' 45" |
| 74                      | Guy Niv (ISR)                 | Israel Start-Up Nation             | + 3h 33' 32" |
| 75                      | Vincenzo Albanese (ITA)       | Eolo–Kometa                        | + 3h 34' 13" |
| 76                      | Mark Christian (GBR)          | Eolo–Kometa                        | + 3h 35' 44" |
| 77                      | Yukiya Arashiro (JPN)         | Team Bahrain Victorious            | + 3h 36' 24" |
| 78                      | Jens Keukeleire (BEL)         | EF Education–Nippo                 | + 3h 37' 24" |
| 79                      | Stefano Oldani (ITA)          | Lotto–Soudal                       | + 3h 39' 11" |
| 80                      | Giovanni Aleotti (ITA)        | Bora–Hansgrohe                     | + 3h 40' 28" |
| 81                      | Mikkel Frølich Honoré (DEN)   | Deceuninck–Quick-Step              | + 3h 41' 43" |
| 82                      | Samuele Battistella (ITA)     | Astana–Premier Tech                | + 3h 45' 57" |
| 83                      | Callum Scotson (AUS)          | Team BikeExchange                  | + 3h 46' 05" |
| 84                      | Tejay van Garderen (USA)      | EF Education–Nippo                 | + 3h 46' 16" |
| 85                      | Enrico Battaglin (ITA)        | Bardiani–CSF–Faizanè               | + 3h 47' 55" |
| 86                      | Harm Vanhoucke (BEL)          | Lotto–Soudal                       | + 3h 49' 07" |
| 87                      | Gianni Vermeersch (BEL)       | Alpecin–Fenix                      | + 3h 52' 52" |
| 88                      | Romain Seigle (FRA)           | Groupama–FDJ                       | + 3h 55' 23" |
| 89                      | Valerio Conti (ITA)           | UAE Team Emirates                  | + 3h 58' 45" |
| 90                      | Simon Guglielmi (FRA)         | Groupama–FDJ                       | + 3h 59' 46" |
| 91                      | Dries De Bondt (BEL)          | Alpecin–Fenix                      | + 4h 03' 03" |
| 92                      | Natnael Tesfatsion (ERI)      | Androni Giocattoli–Sidermec        | + 4h 03' 27" |
| 93                      | Mauro Schmid (SUI)            | Team Qhubeka Assos                 | + 4h 03' 47" |
| 94                      | Salvatore Puccio (ITA)        | Ineos Grenadiers                   | + 4h 04' 23" |
| 95                      | Giovanni Visconti (ITA)       | Bardiani–CSF–Faizanè               | + 4h 04' 45" |
| 96                      | Rafael Valls (ESP)            | Team Bahrain Victorious            | + 4h 04' 52" |
| 97                      | Christopher Juul-Jensen (DEN) | Team BikeExchange                  | + 4h 05' 47" |
| 98                      | Matteo Jorgenson (USA)        | Movistar Team                      | + 4h 05' 48" |
| 99                      | Paul Martens (GER)            | Team Jumbo–Visma                   | + 4h 09' 07" |
| 100                     | Márton Dina (HUN)             | Eolo–Kometa                        | + 4h 11' 55" |
| 101                     | Senne Leysen (BEL)            | Alpecin–Fenix                      | + 4h 15' 22" |
| 102                     | Nico Denz (GER)               | Team DSM                           | + 4h 16' 02" |
| 103                     | Cesare Benedetti (ITA)        | Bora–Hansgrohe                     | + 4h 26' 44" |
| 104                     | Oscar Riesebeek (NED)         | Alpecin–Fenix                      | + 4h 33' 33" |
| 105                     | Samuele Zoccarato (ITA)       | Bardiani–CSF–Faizanè               | + 4h 33' 49" |
| 106                     | Davide Gabburo (ITA)          | Bardiani–CSF–Faizanè               | + 4h 35' 44" |
| 107                     | Taco van der Hoorn (NED)      | Intermarché–Wanty–Gobert Matériaux | + 4h 35' 49" |
| 108                     | Filippo Fiorelli (ITA)        | Bardiani–CSF–Faizanè               | + 4h 36' 05" |
| 109                     | Fernando Gaviria (COL)        | UAE Team Emirates                  | + 4h 37' 48" |
| 110                     | Simone Consonni (ITA)         | Cofidis                            | + 4h 38' 16" |
| 111                     | Cameron Meyer (AUS)           | Team BikeExchange                  | + 4h 38' 42" |
| 112                     | Daniel Oss (ITA)              | Bora–Hansgrohe                     | + 4h 42' 49" |
| 113                     | Edoardo Affini (ITA)          | Team Jumbo–Visma                   | + 4h 43' 51" |
| 114                     | Alexis Gougeard (FRA)         | AG2R Citroën Team                  | + 4h 43' 57" |
| 115                     | Antoine Duchesne (CAN)        | Groupama–FDJ                       | + 4h 43' 58" |
| 116                     | Max Kanter (GER)              | Team DSM                           | + 4h 46' 24" |
| 117                     | Peter Sagan (SVK)             | Bora–Hansgrohe                     | + 4h 46' 24" |
| 118                     | Filippo Ganna (ITA)           | Ineos Grenadiers                   | + 4h 47' 40" |
| 119                     | Lawrence Naesen (BEL)         | AG2R Citroën Team                  | + 4h 47' 48" |
| 120                     | Michael Hepburn (AUS)         | Team BikeExchange                  | + 4h 47' 58" |
| 121                     | Iljo Keisse (BEL)             | Deceuninck–Quick-Step              | + 4h 50' 45" |
| 122                     | Bert-Jan Lindeman (NED)       | Team Qhubeka Assos                 | + 4h 58' 29" |
| 123                     | Filippo Tagliani (ITA)        | Androni Giocattoli–Sidermec        | + 4h 59' 05" |
| 124                     | Max Walscheid (GER)           | Team Qhubeka Assos                 | + 4h 59' 37" |
| 125                     | Julius van den Berg (NED)     | EF Education–Nippo                 | + 5h 00' 11" |
| 126                     | Juan Sebastián Molano (COL)   | UAE Team Emirates                  | + 5h 01' 04" |
| 127                     | Davide Cimolai (ITA)          | Israel Start-Up Nation             | + 5h 02' 16" |
| 128                     | Wesley Kreder (NED)           | Intermarché–Wanty–Gobert Matériaux | + 5h 02' 43" |
| 129                     | Samuele Rivi (ITA)            | Eolo–Kometa                        | + 5h 02' 59" |
| 130                     | Matthias Brändle (AUT)        | Israel Start-Up Nation             | + 5h 03' 34" |
| 131                     | Łukasz Wiśniowski (POL)       | Team Qhubeka Assos                 | + 5h 08' 11" |
| 132                     | Nicola Venchiarutti (ITA)     | Androni Giocattoli–Sidermec        | + 5h 08' 13" |
| 133                     | Fabio Sabatini (ITA)          | Cofidis                            | + 5h 09' 16" |
| 134                     | Koen de Kort (NED)            | Trek–Segafredo                     | + 5h 11' 05" |
| 135                     | Elia Viviani (ITA)            | Cofidis                            | + 5h 12' 15" |
| 136                     | Maciej Bodnar (POL)           | Bora–Hansgrohe                     | + 5h 14' 42" |
| 137                     | Maximiliano Richeze (ARG)     | UAE Team Emirates                  | + 5h 17' 22" |
| 138                     | Albert Torres (ESP)           | Movistar Team                      | + 5h 17' 26" |
| 139                     | Umberto Marengo (ITA)         | Bardiani–CSF–Faizanè               | + 5h 19' 06" |
| 140                     | Alexander Krieger (GER)       | Alpecin–Fenix                      | + 5h 25' 02" |
| 141                     | Matteo Moschetti (ITA)        | Trek–Segafredo                     | + 5h 29' 21" |
| 142                     | Attilio Viviani (ITA)         | Cofidis                            | + 5h 29' 40" |
| 143                     | Riccardo Minali (ITA)         | Intermarché–Wanty–Gobert Matériaux | + 5h 35' 49" |

### Bodovací soutěž
| Pořadí | Jezdec                 | Tým                                | Body |
| ------ | ---------------------- | ---------------------------------- | ---- |
| 1      | Peter Sagan (SVK)      | Bora–Hansgrohe                     | 136  |
| 2      | Davide Cimolai (ITA)   | Israel Start-Up Nation             | 118  |
| 3      | Fernando Gaviria (COL) | UAE Team Emirates                  | 116  |
| 4      | Elia Viviani (ITA)     | Cofidis                            | 86   |
| 5      | Egan Bernal (COL)      | Ineos Grenadiers                   | 80   |
| 6      | Dries De Bondt (BEL)   | Alpecin–Fenix                      | 71   |
| 7      | Andrea Pasqualon (ITA) | Intermarché–Wanty–Gobert Matériaux | 61   |
| 8      | Simone Consonni (ITA)  | Cofidis                            | 60   |
| 9      | Edoardo Affini (ITA)   | Team Jumbo–Visma                   | 59   |
| 10     | Alberto Bettiol (ITA)  | EF Education–Nippo                 | 57   |

### Vrchařská soutěž
| Pořadí | Jezdec                  | Tým                     | Body |
| ------ | ----------------------- | ----------------------- | ---- |
| 1      | Geoffrey Bouchard (FRA) | AG2R Citroën Team       | 184  |
| 2      | Egan Bernal (COL)       | Ineos Grenadiers        | 140  |
| 3      | Damiano Caruso (ITA)    | Team Bahrain Victorious | 99   |
| 4      | Dan Martin (IRL)        | Israel Start-Up Nation  | 83   |
| 5      | Simon Yates (GBR)       | Team BikeExchange       | 61   |
| 6      | João Almeida (POR)      | Deceuninck–Quick-Step   | 54   |
| 7      | Bauke Mollema (NED)     | Trek–Segafredo          | 53   |
| 8      | Lorenzo Fortunato (ITA) | Eolo–Kometa             | 52   |
| 9      | Romain Bardet (FRA)     | Team DSM                | 49   |
| 10     | Michael Storer (AUS)    | Team DSM                | 46   |

### Soutěž mladých jezdců
| Pořadí | Jezdec                       | Tým                   | Čas          |
| ------ | ---------------------------- | --------------------- | ------------ |
| 1      | Egan Bernal (COL)            | Ineos Grenadiers      | 86h 17' 28"  |
| 2      | Aleksandr Vlasov (RUS)       | Astana–Premier Tech   | + 6' 40"     |
| 3      | Daniel Felipe Martínez (COL) | Ineos Grenadiers      | + 7' 24"     |
| 4      | João Almeida (POR)           | Deceuninck–Quick-Step | + 7' 24"     |
| 5      | Tobias Foss (NOR)            | Team Jumbo–Visma      | + 11' 44"    |
| 6      | Attila Valter (HUN)          | Groupama–FDJ          | + 45' 30"    |
| 7      | Lorenzo Fortunato (ITA)      | Eolo–Kometa           | + 47' 31"    |
| 8      | Michael Storer (AUS)         | Team DSM              | + 1h 49' 05" |
| 9      | Harold Tejada (COL)          | Astana–Premier Tech   | + 2h 01' 12" |
| 10     | Alessandro Covi (ITA)        | UAE Team Emirates     | + 2h 03' 30" |

### Soutěž týmů
| Pořadí | Tým                     | Čas          |
| ------ | ----------------------- | ------------ |
| 1      | Ineos Grenadiers        | 259h 30' 31" |
| 2      | Team Jumbo–Visma        | + 26' 52"    |
| 3      | Team DSM                | + 29' 09"    |
| 4      | Astana–Premier Tech     | + 33' 05"    |
| 5      | Team BikeExchange       | + 1h 15' 12" |
| 6      | Trek–Segafredo          | + 1h 27' 09" |
| 7      | Movistar Team           | + 1h 28' 18" |
| 8      | Deceuninck–Quick-Step   | + 1h 37' 51" |
| 9      | Team Bahrain Victorious | + 1h 51' 05" |
| 10     | UAE Team Emirates       | + 1h 54' 04" |

### Sprinterská soutěž
| Pořadí | Jezdec                  | Tým                                | Body |
| ------ | ----------------------- | ---------------------------------- | ---- |
| 1      | Dries De Bondt (BEL)    | Alpecin–Fenix                      | 70   |
| 2      | Umberto Marengo (ITA)   | Bardiani–CSF–Faizanè               | 64   |
| 3      | Simon Pellaud (SUI)     | Androni Giocattoli–Sidermec        | 53   |
| 4      | Samuele Rivi (ITA)      | Eolo–Kometa                        | 32   |
| 5      | Filippo Tagliani (ITA)  | Androni Giocattoli–Sidermec        | 30   |
| 6      | Francesco Gavazzi (ITA) | Eolo–Kometa                        | 23   |
| 7      | Andrea Pasqualon (ITA)  | Intermarché–Wanty–Gobert Matériaux | 21   |
| 8      | Fernando Gaviria (COL)  | UAE Team Emirates                  | 21   |
| 9      | Simone Ravanelli (ITA)  | Androni Giocattoli–Sidermec        | 18   |
| 10     | Mark Christian (GBR)    | Eolo–Kometa                        | 16   |

### Soutěž bojovnosti
| Pořadí | Jezdec                  | Tým                         | Body |
| ------ | ----------------------- | --------------------------- | ---- |
| 1      | Dries De Bondt (BEL)    | Alpecin–Fenix               | 53   |
| 2      | Egan Bernal (COL)       | Ineos Grenadiers            | 51   |
| 3      | Simon Pellaud (SUI)     | Androni Giocattoli–Sidermec | 39   |
| 4      | Umberto Marengo (ITA)   | Bardiani–CSF–Faizanè        | 36   |
| 5      | Geoffrey Bouchard (FRA) | AG2R Citroën Team           | 32   |
| 6      | Damiano Caruso (ITA)    | Team Bahrain Victorious     | 31   |
| 7      | João Almeida (POR)      | Deceuninck–Quick-Step       | 31   |
| 8      | Fernando Gaviria (COL)  | UAE Team Emirates           | 26   |
| 9      | Dan Martin (IRL)        | Israel Start-Up Nation      | 22   |
| 10     | Francesco Gavazzi (ITA) | Eolo–Kometa                 | 21   |

### Úniková soutěž
| Pořadí | Jezdec                   | Tým                                | Kilometry |
| ------ | ------------------------ | ---------------------------------- | --------- |
| 1      | Simon Pellaud (SUI)      | Androni Giocattoli–Sidermec        | 783       |
| 2      | Umberto Marengo (ITA)    | Bardiani–CSF–Faizanè               | 648       |
| 3      | Samuele Rivi (ITA)       | Eolo–Kometa                        | 414       |
| 4      | Vincenzo Albanese (ITA)  | Eolo–Kometa                        | 368       |
| 5      | Taco van der Hoorn (NED) | Intermarché–Wanty–Gobert Matériaux | 355       |
| 6      | Mark Christian (GBR)     | Eolo–Kometa                        | 281       |
| 7      | Alexis Gougeard (FRA)    | AG2R Citroën Team                  | 274       |
| 8      | Filippo Tagliani (ITA)   | Androni Giocattoli–Sidermec        | 224       |
| 9      | Quinten Hermans (BEL)    | Intermarché–Wanty–Gobert Matériaux | 196       |
| 10     | Samuele Zoccarato (ITA)  | Bardiani–CSF–Faizanè               | 169       |

### Soutěž Fair Play
| Pořadí | Tým                     | Body |
| ------ | ----------------------- | ---- |
| 1      | Team Bahrain Victorious | 0    |
| 2      | Team DSM                | 0    |
| 3      | Team Jumbo–Visma        | 0    |
| 4      | Israel Start-Up Nation  | 0    |
| 5      | Groupama–FDJ            | 0    |
| 6      | Ineos Grenadiers        | 20   |
| 7      | Team Qhubeka Assos      | 20   |
| 8      | Lotto–Soudal            | 20   |
| 9      | EF Education–Nippo      | 30   |
| 10     | Deceuninck–Quick-Step   | 50   |